# Niort
Niort (wymowaⓘ) – miejscowość i gmina we Francji, w regionie Nowa Akwitania, w departamencie Deux-Sèvres.
Według danych na rok 1990 gminę zamieszkiwały 57 012 osoby, a gęstość zaludnienia wynosiła 836 osób/km² (wśród 1467 gmin regionu Poitou-Charentes Niort plasuje się na 3. miejscu pod względem liczby ludności, natomiast pod względem powierzchni na miejscu 11.). Miasto pojawia się w powieści Michela Houellebecqa "Serotonina". Krytyczne wypowiedzi głównego bohatera na temat Niort stały się powodem nawoływań do bojkotu książki.

## Zabytki
- Zamek (fr. Château de Niort) z XII wieku zbudowany przez króla Anglii Henryka II[2]. Początkowo zamek składał się z dwóch donżonów, które w XV wieku połączono budując budynek pomiędzy. W 1436 roku zamek zdobyty został przez wojska francuskie. W 1588 poważnie uszkodzony przez wojska protestanckie.

## Współpraca
- Atakpamé, Togo
- Coburg, Niemcy
- Wellingborough, Wielka Brytania
- Springe, Niemcy
- Tomelloso, Hiszpania
- Gijón, Hiszpania
- Biała Podlaska, Polska